# Лид
Лид (др.-греч. Λυδός) — персонаж античной мифологии, эпоним лидийцев.

## Основные сведения
Его именем названа страна Лидия, прежде называвшаяся Меонией. Сын Атиса и Каллитеи, потомок Геракла и Омфалы (по Геродоту, не потомок Геракла); сын Геракла и (?) Омфалы; по Геродоту, потомок Геракла и рабыни Иардана.
Сын Атиса, брат Тиррена, по жребию остался в стране с отцом, когда наступил голод и другая часть жителей, возглавляемая его братом, переселилась в Италию.
По карийскому мифу, брат Кара и Миса. Либо потомок Гигеса.